# 207 p.n.e.
| [ Edytuj tabelę ] |                                                                                                 |
| Król Baktrii      | - 230 p.n.e. Eutydemos 200 p.n.e.                                                               |
| Król Bitynii      | - 229 p.n.e. Prusjasz I 182 p.n.e.                                                              |
| Cesarz Chin       | - 210 p.n.e. Qin Er Shi 207 p.n.e. - 207 p.n.e. Ziying 207 p.n.e.                               |
| Władca Egiptu     | - 221 p.n.e. Ptolemeusz IV 204 p.n.e.                                                           |
| Król Ilirii       | - 212 p.n.e. Skerdylaidas 206 p.n.e.                                                            |
| Król Kapadocji    | - 220 p.n.e. Ariarates IV 163 p.n.e.                                                            |
| Władca Korei      | - 220 p.n.e. Jun 194 p.n.e.                                                                     |
| Król Macedonii    | - 221 p.n.e. Filip V 179 p.n.e.                                                                 |
| Król Numidii      | - 215 p.n.e. Syfaks 202 p.n.e.                                                                  |
| Król Partów       | - 217 p.n.e. Arsakes II 191 p.n.e.                                                              |
| Władca Pergamonu  | - 241 p.n.e. Attalos I 197 p.n.e.                                                               |
| Król Pontu        | - 220 p.n.e. Mitrydates III 185 p.n.e.                                                          |
| Władca Seleucydów | - 223 p.n.e. Antioch III Wielki 187 p.n.e.                                                      |
| Król Sparty       | - 211 p.n.e. Pelops 199 p.n.e. - 211 p.n.e. Machanidas 207 p.n.e. - 207 p.n.e. Nabis 192 p.n.e. |

Rok 207 p.n.e.
stulecia: IV wiek p.n.e. ~
III wiek p.n.e. ~
II wiek p.n.e.

lata: 217 p.n.e. «
211 p.n.e. «
210 p.n.e. «
209 p.n.e. «
208 p.n.e. «
207 p.n.e. »
206 p.n.e. »
205 p.n.e. »
204 p.n.e. »
203 p.n.e. »
197 p.n.e.

## Wydarzenia
Europa
- 23 czerwca – bitwa nad Metaurusem w ramach II wojny punickiej. Poległ w niej Hazdrubal Barkas, brat Hannibala.
- Bitwa pod Mantineją w ramach I wojny macedońskiej. Związek Achajski pobił Spartan.
- Nabis przejął władzę w Sparcie.

Azja
- W Chinach upadła dynastia Qin.

## Zmarli
- 23 czerwca – Hazdrubal Barkas, kartagiński dowódca i młodszy brat Hannibala.
- październik – Qin Er Shi, chiński cesarz.
- listopad? – Zhao Gao, chiński dworzanin.
- Machanidas, tyran Sparty.